# Hereroa willowmorensis
Hereroa willowmorensis är en isörtsväxtart som beskrevs av L. Bol. Hereroa willowmorensis ingår i släktet Hereroa och familjen isörtsväxter. Inga underarter finns listade i Catalogue of Life.